# 杜扎
杜扎（法語：Douzat，法語發音：[duza]）是法国夏朗德省的一个市镇，属于昂古莱姆区。

## 地理
杜扎（45°42'41"N, 0°0'4"E）面积11.48 平方千米，位于法国新阿基坦大区夏朗德省，该省份为法国西部内陆省份，北起德塞夫勒省和维埃纳省，东临上维埃纳省，东南至多尔多涅省，南至多爾多涅省，西接滨海夏朗德省。
与杜扎接壤的市镇（或旧市镇、城区）包括：努埃尔河畔阿涅尔、埃沙拉、耶尔萨克、梅里尼亚克、穆利达尔、圣阿芒德努埃尔。

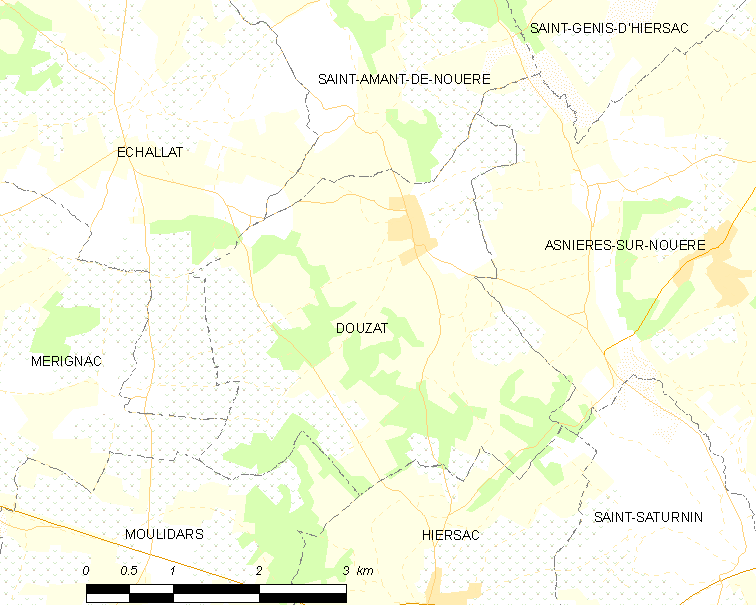
杜扎的OSM定位图

杜扎的时区为UTC+01:00、UTC+02:00（夏令时）。

## 行政
杜扎的邮政编码为16290，INSEE市镇编码为16121。

## 政治
杜扎所属的省级选区为努埃尔河谷县。

## 人口

1962-2008年间杜扎人口变化图示

杜扎于2022年1月1日时的人口数量为432人。